# Lego Scooby-Doo : Le Fantôme d'Hollywood
Série
Scooby-Doo : Rencontre avec Kiss
(2015) Scooby-Doo et WWE : La Malédiction du pilote fantôme
(2016)
Pour plus de détails, voir Fiche technique et Distribution.
Lego Scooby-Doo : Le Fantôme d'Hollywood  (Lego Scooby-Doo! Haunted Hollywood) est un vidéofilm d'animation de comédie américain réalisé par Rick Morales et sorti en 2016. Basé sur les licences Lego et Scooby-Doo, il dessert la gamme Lego Scooby-Doo.
Il s'agit du 26e long métrage de la série de films avec Scooby-Doo, produite par Hanna-Barbera Productions, et du premier long métrage en collaboration avec Lego, après le court métrage Lego Scooby-Doo : Terreur au temps des chevaliers (2015) du même réalisateur.

## Synopsis
Un mystérieux fantôme terrorise les studios hollywoodiens Brickton, spécialisés dans les films d'horreur et menacés de fermeture. Les Mystères associés, qui ont remporté un séjour à Hollywood à la suite d'un concours, enquêtent sur place. Ils découvrent que le fantôme est en fait une imitation du cavalier sans tête, un personnage mythique de film.

## Fiche technique
Sauf indication contraire, les informations mentionnées dans cette section peuvent être confirmées par la base de données cinématographiques IMDb,  présente dans la section « Liens externes ».
- Titre : Lego Scooby-Doo : Le Fantôme d'Hollywood
- Titre original : Lego Scooby-Doo! Haunted Hollywood
- Réalisation : Rick Morales
- Scénario : Heath Corson, Duane Capizzi, James Krieg, Joe Ruby et Ken Spears
- Musique : Robert J. Kral
- Animation : James L. Davidson et Dougg Williams
- Montage : Craig Paulsen
- Effets visuels : Siddharghya Haldar
- Production : Rick Morales
  - Coproduction : Alan Burnett
  - Production exécutive : Sam Register, Jill Wilfert, Jason Cosler et Rebecca Palatnik
- Sociétés de production : Warner Bros. Animation, The Lego Group et Hanna-Barbera Productions
  - Société de post-production du son : Atlas Oceanic Sound and Picture
- Sociétés de distribution :
  - Distribution tout médias : Warner Bros. Animation (États-Unis), Warner Bros. Television (États-Unis)
  - Distribution DVD et Blu-Ray : Warner Home Video (États-Unis, Allemagne, Japon)
- Pays d'origine :  États-Unis
- Langue originale : anglais
- Genre : Animation et comédie horrifique
- Durée : 75 minutes
- Dates de sorties :
  - États-Unis : 3 mai 2016 ; 10 mai 2016 (sortie Blu-Ray)[1]
  - France : 18 mai 2016[1]

## Distribution

### Voix originales
Sauf indication contraire, les informations mentionnées dans cette section peuvent être confirmées par la base de données cinématographiques IMDb,  présente dans la section « Liens externes ».
- Frank Welker : Fred Jones, Scooby-Doo
- Matthew Lillard : Sammy Rogers
- Grey DeLisle : Daphné Blake
- Kate Micucci : Véra Dinkley
- Dee Bradley Baker : Créature de la mer, zombie
- JB Blanc : Atticus Fink, réalisateur
- Christian Lanz : Bryan Lakeshore, momie
- Scott Menville : Junior
- Cassandra Peterson : Drella Diabolique
- James Arnold Taylor : Chet Brickton, narrateur
  - Distribution des rôles : Collette Sunderman

### Voix françaises
- Éric Missoffe : Scooby-Doo, Sammy Rogers
- Mathias Kozlowski : Fred Jones
- Caroline Pascal : Véra Dinkley
- Céline Melloul : Daphné Blake
- Thomas Sagols : Junior
- Michel Bedetti : Chet Brickton